# Kopitarji
Artiodaktili so placentni sesalci, ki pripadajo redu Artiodactyla (/ˌɑːrtioʊˈdæktɪlə/ AR-tee-oh-DAK-tih-lə, iz stare grščine ἄρτιος, ártios 'enako', in δάκτυλος, dáktylos 'prst na nogi'). Običajno so parkljarji, ki enakomerno nosijo težo na dveh (sodo število) od svojih petih prstov: tretjem in četrtem, pogosto v obliki kopita. Ostali trije prsti na nogi so prisotni, odsotni, ostanki ali obrnjeni posteriorno. Nasprotno pa večina perisodaktilov nosi težo na lihem številu petih prstov. Druga razlika med obema je, da mnogi artiodaktili (razen Suina) rastlinsko celulozo prebavijo v eni ali več želodčnih komorah in ne v črevesju, kot to počnejo perisodaktili. Pojav molekularne biologije je skupaj z novimi odkritji fosilov pokazal, da kiti in delfini (kiti, delfini in pliskavke) spadajo v to taksonomsko vejo, saj so najbolj povezani s povodnimi konji. Nekateri sodobni taksonomisti zato za to skupino uporabljajo ime Cetartiodactyla /sɪˌtɑːrtioʊˈdæktɪlə/, medtem ko se drugi odločijo, da kite vključijo v obstoječe ime Artiodactyla. Nekateri raziskovalci uporabljajo "sodoprste kopitarje", da izključijo kite in delfine in vključijo le kopenske artiodaktile, zaradi česar je izraz parafiletične narave.